# Thomas Ritter (Maler)
Thomas Ritter (* 4. Januar 1955 in Höxter) ist ein deutscher Maler und Grafiker, der insbesondere durch seine abstrakten malerischen Werke bekannt wurde.

## Leben
Von 1975 bis 1978 studierte Thomas Ritter an der Pädagogischen Hochschule Hannover. Es folgten sozialpädagogische Arbeiten mit ausländischen und deutschen Kindern, an die sich das 2. Staatsexamen mit anschließender Tätigkeit als Kunst- und Techniklehrer bis 1986 anschloss. Von 1985 bis 1990 studierte er Freie Kunst an der Fachhochschule Hannover bei Professor Peter Redeker. Von 1989 bis 1997 war er Lehrbeauftragter für Figur- und Aktzeichnen an der Universität Hannover.
Seit 1990 ist Ritter freischaffender Künstler mit zahlreichen internationalen und nationalen Einzel- und Gruppenausstellungen. Seine Arbeiten sind auf namhaften Kunstmessen zu sehen.
Ritter lebt zusammen mit seiner Frau Susann Karsthof, die ebenfalls Künstlerin ist, auf einer Resthofstelle in der Nähe von Lauenau bei Hannover. Zusammen haben sie drei Kinder. Im Jahr 2002 hat er seine Multiple-Sklerose-Erkrankung öffentlich gemacht, die ihn beim Gehen behindert, die jedoch seine produktive und kreative Arbeit nicht in Mitleidenschaft zieht.
Neben seinem Atelier im Kesselhaus in Lauenau besitzt Ritter seit 1998 ein zweites Atelier in seinem Haus in Südschweden. Er ist Mitglied der Künstlergruppe arche in Hameln.

## Künstlerisches Werk
Ritter widmet sich insbesondere der Malerei von abstrakten Farbräumen, von unscharfen Figuren im Raum sowie von verschwommenen, verwischten Eindrücken in der ihn umgebenden Natur. Bekannt ist er für seine Bilder mit durchschimmernden Farbschichten, mit seinen Farbüberlagerungen und mit seinen wieder frei gekratzten oder gewischten Untermalungen.
Er malt im Wesentlichen abstrakte Bilder, aber, so wird er zitiert, „…, meine Arbeiten haben in der Regel einen gegenständlichen Kern, den ich mal mehr, mal weniger stark abstrahiere“.
So gut wie immer sind Ritters Bilder datiert. Viele abstrakte Bilder von ihm – gerade aus seiner Anfangszeit – sind hingegen bewusst nicht durch explizite Bildtitel gekennzeichnet, sondern verbleiben ohne Titel. Dieser Umstand wurde zum Teil in Rezensionen beklagt, insbesondere in den USA.

## Ausstellungen (Auswahl)
- 1988: Biennale europäischer Kunsthochschulen, Gruppenausstellung, Antwerpen (B)
- 1989: Nominierter für den Kunstpreis der Kahnweiler-Stiftung, Gruppenausstellung, Rockenhausen (D)
- 1990: Sammlung Ludwig, Kubus, Gruppenausstellung, Hannover (D)
- 1991: Roemer- und Pelizaeus-Museum, Gruppenausstellung, Hildesheim (D)
- 1992: Galerie Jan Katuin, Groningen (NL)
- 1993: Nominierter für den Kunstpreis Kunstverein Eisenturm, Gruppenausstellung, Mainz (D)
- 1994: Kunstforum Nord, Dominikanerkirche, Gruppenausstellung, Osnabrück (D)
- 1995: Norrbottens Museum, Luela (S)
- 1996: Internationaler Senefelder-Preis, Gruppenausstellung, Offenbach (D)
- 1997: De Muelenaere & Lefevere, Art Galleri, Oostduinkerke (B)
- 1998: Southwark Festival, London (UK)
- 1999: Galerie Peter Post, Brunssum (NL)
- 2000: Forsberg Galleri, Gruppenausstellung, Härja (S)
- 2001: Hart Gallery, Carmel (USA)
- 2002: United we stand, Hart Gallery, Carmel (USA)
- 2003: Galerie D'Eclic, Luxemburg, (L)
- 2004: Galleri Elenor, Oslo (N)
- 2005: Galerie Post + Garcia, Maastricht (NL)
- 2006: Galerie Zick, Ulm (D)
- 2007: Galerie in der Zehntscheune, Bad Homburg (D)
- 2008: Art s Galerie, Amsterdam (NL)
- 2009: Carby-Gallery, Aberdeen (UK)
- 2010: Galerie Hans Persoon, Veldhoven (NL)
- 2011: Art Gallery Terra Promessa, Ootmarsum (NL)
- 2012: Galerie Hoffmann, Rheda-Wiedenbrück (D)
- 2013: Kunsttage Dornum, Gruppenausstellung, Dornum (D)
- 2014: Hartgallery, Palm Desert (USA)
- 2015: Galerie Depelmann, Langenhagen (D)
- 2016: Kunstverein Zehntscheune, Stadthagen (D)
- 2019: De Muelenaere & Lefevere, Art Galleri, Oostduinkerke (B)
- 2020: Galerie Persoon, Eersel (NL)

## Arbeiten in Museen, Sammlungen und öffentlichen Einrichtungen (Auswahl)
- Landesarbeitsamt Hannover
- Sprengel Museum Hannover
- Landkreis Hannover
- Stadt Hannover
- Stadt Hameln
- Fachhochschule Hannover
- Landkreis Cloppenburg
- Energieversorgung Weser-Ems
- Sammlung Nikolaus Ludwig
- Sammlung Seefeldt, Schönberg
- Henriettenstift Hannover

## Teilnahme an Kunstmessen (Auswahl)
- Frankfurter Buchmesse, (D)
- art multiple, Düsseldorf, (D)
- Estampa, Madrid, (E)
- Art-Fair, Stockholm, (S)
- Art Cologne, (D)
- Kunstmarkt Dresden, (D)
- Kunst Wien, (A)
- Art Utrecht, (NL)
- Lineart Gent, (B)
- Kunst- und Antikmesse Gent, (B)
- Art Bodensee, (D)
- Art Karlsruhe, (D)
- Kunst Rai, Amsterdam, (NL)
- Art Innsbruck, (A)
- add art, Hamburg, (D)
- St’art, Strasbourg, (F)
- Art Fair, Los Angeles, (USA)
- Art Twente, (NL)